# Кезрак, Салих Хулуси
Салих Хулуси Кезрак (тур. Salih Hulusi Kezrak, 1864—1939), также известный как Салих Хулуси-паша — один из последних великих визирей Османской империи.

## Биография
Хулуси Салих-паша был морским министром при нескольких правительствах. 8 марта 1920 года турецкий султан Мехмед VI назначил его великим визирем. Однако из-за высадки в Стамбуле английских войск и ареста ряда депутатов парламента он так и не сумел сформировать работоспособное правительство, и 2 апреля 1920 года был смещён со своего поста, вернувшись на должность морского министра.
После того, как в апреле в Анкаре собрался патриотический меджлис, получивший название Великого национального собрания Турции, и сформировал своё правительство, Хулуси Салих-паша занимался поддержанием контактов между двумя турецкими правительствами. После свержения Османской династии он удалился из политики.
В 1934 году, когда в рамках реформ Ататюрка все турки получали фамилии, он взял себе фамилию «Кезрак».